# 联合街道 (荆州市)
联合街道，是中华人民共和国湖北省荆州市沙市区下辖的一个乡镇级行政单位。

## 行政区划
联合街道下辖以下地区：
玉桥社区、季家台社区、高湖台社区、燎原社区、三湾路社区、红光社区、孙家河一社区、周梁玉桥社区、月堤路社区、孙家河二社区、翠湖苑社区、常湾社区、竺桥社区、宿驾社区、新华社区、跃进社区、连心社区、军刘台社区、三板桥社区、幸福社区和胜利社区。